# Pomezia
Pomezia é uma comuna italiana da região do Lácio, província de Roma, com cerca de 42.031 habitantes. Estende-se por uma área de 107 km², tendo uma densidade populacional de 393 hab/km². Faz fronteira com Ardea, Roma.

## Demografia
| Variação demográfica do município entre 1861 e 2011                               |
|                                                                                   |
| Fonte: Istituto Nazionale di Statistica (ISTAT) - Elaboração gráfica da Wikipedia |